# شهبا

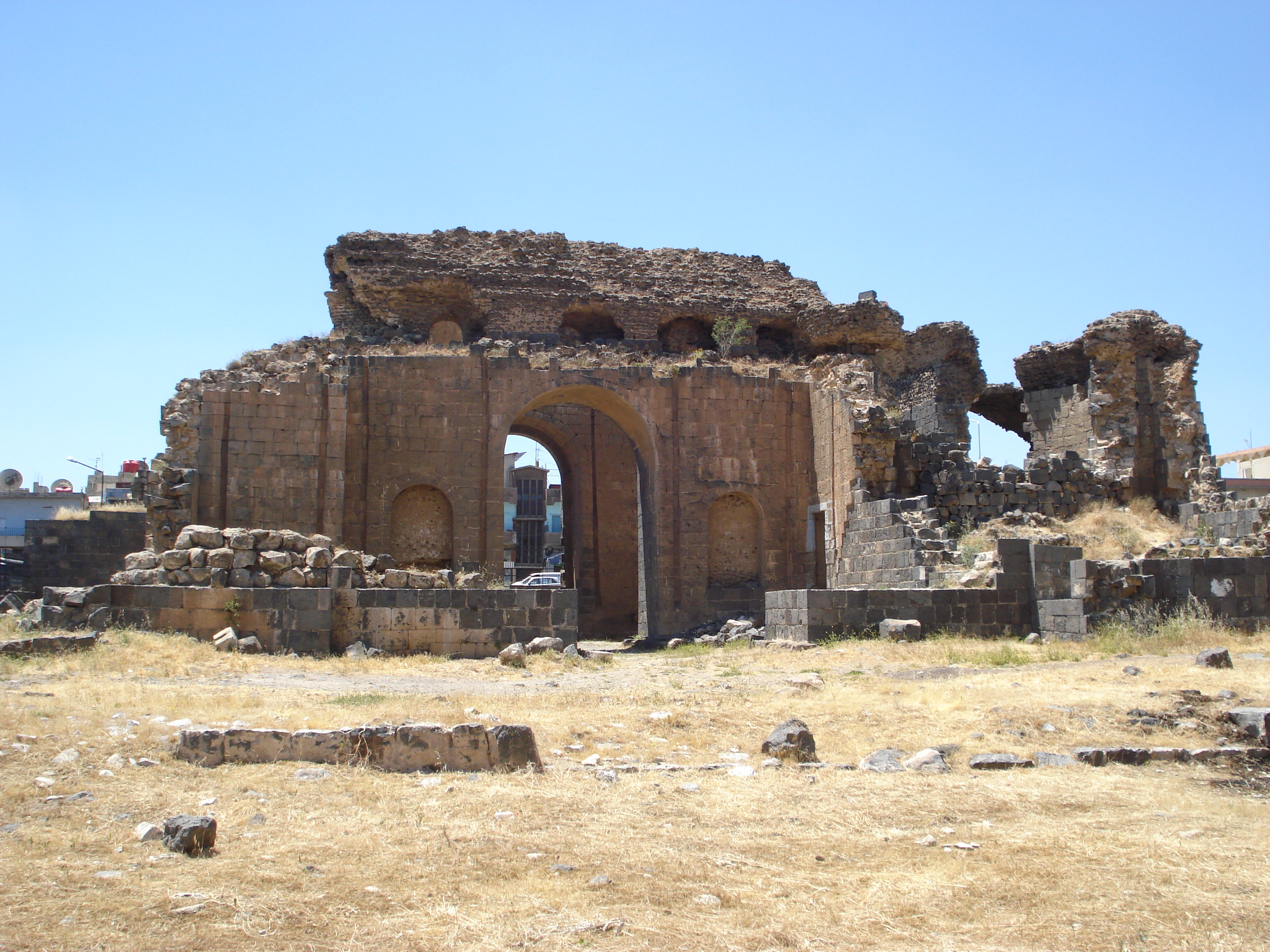
حمامات شهبا

شهبا مدينة في محافظة السويداء جنوب سوريا تقع على بعد 85 كيلومتر إلى الجنوب، من مدينة دمشق وهي مدينة جبلية تقع على أحد تلال جبل الدروز وتحيط بها الجبال والتلال، مناخها معتدل صيفا بارد في الشتاء حيث تتساقط الثلوج على المدينة والتلال المحيطة، وقد سميت فيليبوبولس نسبة إلى الإمبراطور الروماني فيليب العربي ابن مدينة شهبا الذي حكم الإمبراطورية الرومانية. تجاور المدينة أربع تلال على صف واحد من جهة الغرب. تضم المدينة على أغلبية من الموحدون الدروز وأقلية مسيحية كبيرة.

## تاريخ شهبا
يعود تاريخ مدينة شهبا إلى العصر الحجري ولقد بينت التنقيبات الأثرية عن أثار إنسان العصر الحجري في مناطق عديدة مثل منطقة تل شيحان، والغرارة وتل الجمل ووجدت الادوات الصوانية التي كان يستخدمها في عدة مواقع حول المدينة، وهناك العديد من الكهوف والمغر والتشكيلات الطبيعية في محيط المدينة التي كانت موطن ومسكن للإنسان القديم، وفي عام 333 قبل الميلاد وقعت شهبا تحت حكم الإمبراطورية اليونانية والمكدونيون وكذلك البيزنطيين ومن بعد ذلك العرب الانباط والرومان ولعبت دورا هاما في كافة الحضارات التي مرت على المنطقة.
الفترة الحضارية الهامة من تاريخ شهبا هو عصر الإمبراطورية الرومانية في عهد الإمبراطور فيليب المعروف ب فيليب العربي وهو أحد الأباطرة السوريين الذين حكموا روما وهو روماني ولد في مدينة شهبا أصبح إمبراطورا على روما عام 244 م، زاد الاهتمام بالمدينة وجعلها تضاهي أهم المدن في الإمبراطورية فأقام المعابد والقصور والمسارح والحمامات الرومانية واحسن تخطيطها وعمرانها لتصبح نموذجآ للمدن الرومانية، مثل شوارعها المرصوفة مثل شارع ديكومانوس والبوابات الاربعة في الغرب والشرق والشمال والجنوب وهي عبارة عن مداخل للمدينة (ما زالت قائمة حتى اليوم، وأثار واقواس نصر ومباني إدارية وسكنية ونشطت الحركة العمرانية والتجارة وجعل من شهبا أو فيليبوبوس مركزآ هامآ للقيادة على مستوى الإمبراطورية الرومانية.

## أثار شهبا

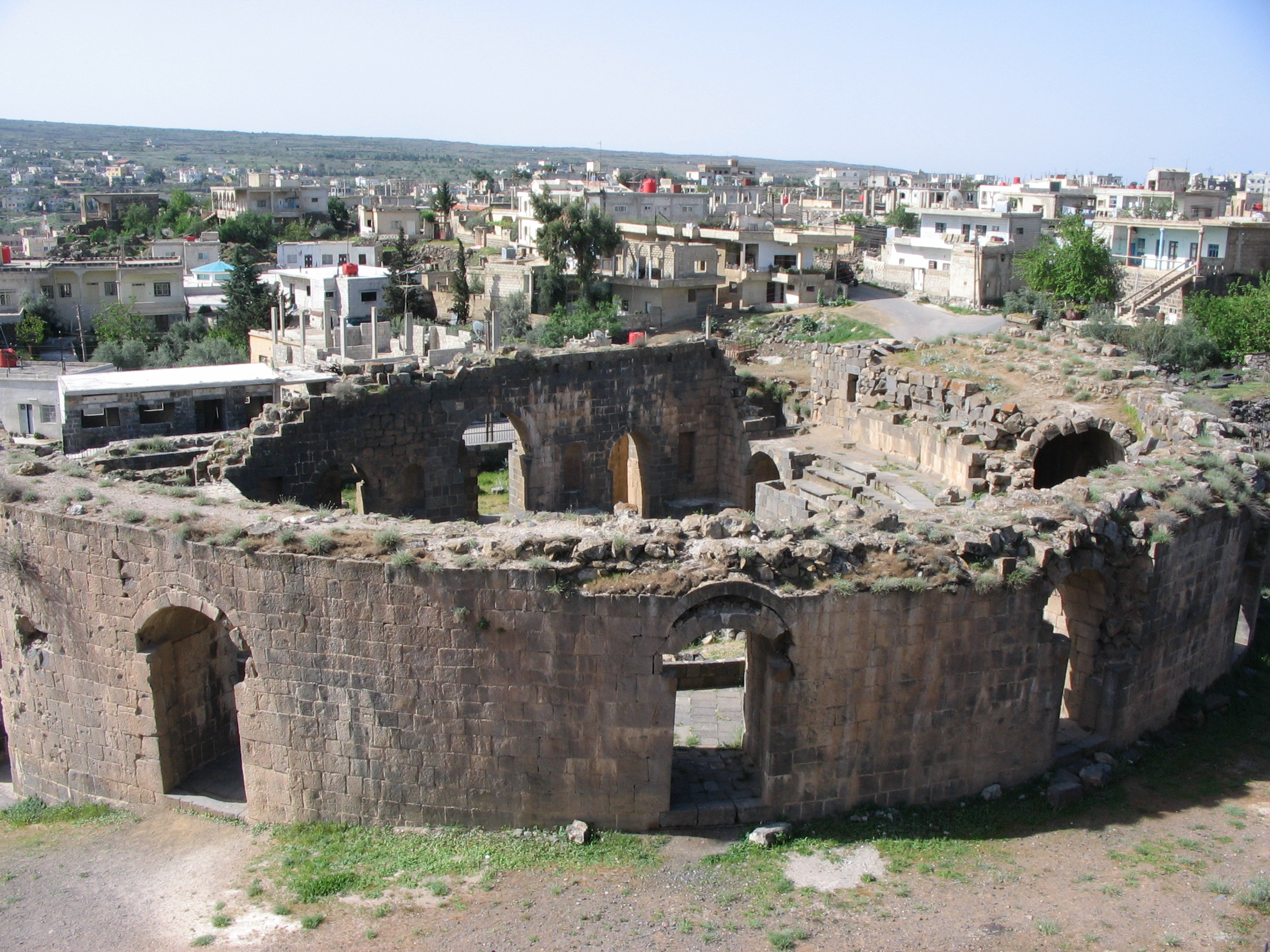
المسرح الروماني

شهبا مدينة أثرية متكاملة حيث تقف الكثير من اوابدها شامخة حتى اليوم وتدل على حضارة مزدهرة قامت على أرض شهبا انارت الدنيا في يوم من الايام فهي من المدن الرومانية الهامة ونموذج رائع للمدن التاريخية بكل مقوماتها، واثارها تدلك على عظمتها وتاريخها بكل وضوح.. ومن اثار المدينة:-
- - البوابات وهي مداخل المدينة الاربعة من الشمال والجنوب والشرق والغرب.
  - الشوارع الرومانية المرصوفة.
  - المسرح الروماني.
  - الحمامات الرومانية.
  - القلعة (قلعة شهبا).
  - المعابد ودور العبادة.
  - الكليبة (المعبد الإمبراطوري).
  - الفليبيون.
  - المتحف ويضم عدد من لوحات الفسيفساء من أجمل واندر لوحات الفسيفساء في العالم (والتي تتميز أنها مازالت في المكان الذي بنيت فيه وقد بني المتحف فوقها ).
  - المباني الإدارية والمساكن.

## شهبا الحديثة
مدينة شهبا بموقعها كمركز لعدد من البلدات والقرى التي تتبع لها في محافظة السويداء مما يجعلها ومنذ الصباح الباكر مدينة تعج بالحركة والنشاط، وقد تطورت المدينة عمرانيا وتجاريا بشكل ملحوظ فتجد المباني الحديثة والفلل السكنية الراقية بجوار المباني الأثرية والتاريخية، وتشتهر شهبا بزراعة الاشجار المثمرة ومن أهمها العنب والتفاح والتين والإجاص والعديد من اشجار الفواكه وكذلك الزيتون، وتجاريآ تنتشر المحلات التجارية بكافة أنواعها عبر الشوارع الرئيسة وبها عدد من المجمعات التجارية والعديد من الصناعات التقليدية ومراكز خدمات اجتماعية وعلمية وصحية ومركز ثقافي وتجمع لكافة الدوائر الحكومية.

## الزراعة في شهبا
تشتهر شهبا بزراعة الزيتون والكرمة(العنب) وفيها معاصر للزيتون والعنب، وهذا الإنتاج هو فردي، أي لكل عائلة ملكيّتها من الأراضي التي تجني محاصيلها منها في فترات معيّنة من السنة، وتذهب بالمحاصيل إلى المعاصر حيث يتم عصرها وتكريرها واستعمالها في كثير من المنتوجات. ومن المنتوجات التي يدخل في إنتاجها الزيتون: زيت الزيتون وصابون الزيتون البلدي. وهناك العديد من المنتوجات التي يدخل العنب في إنتاجها مثل: دبس العنب والزبيب والعرق (مشروب كحولي) والخل والنبيذ. ويوجد في شهبا العديد من الزراعات الأخرى من فواكه وخضراوات كالتفاح والتين واللوز والكرز وبعض الحبوب كالقمح والشعير والعدس. فأرضها بركانيّة خصبة صالحة لعديد من الزراعات، وتعطي محاصيل ذات جودة عالية.